# Viticuso
Viticuso es una localidad y comune italiana de la provincia de Frosinone, región de Lacio, con 406 habitantes.

## Evolución demográfica
| Gráfica de evolución demográfica de Viticuso entre 1861 y 2001 |
|                                                                |
| Fuente ISTAT - elaboración gráfica de Wikipedia                |